# SHOUTcast
 (août 2020).
SHOUTcast est le nom d'un protocole et d'un serveur de diffusion pour webradio ou pour webtv. Il a été créé par la société Nullsoft en même temps que le logiciel client Winamp pour l'écoute. Le protocole s'appuie sur deux protocoles, HTTP et ICY pour supporter les ID tag (« title streaming »).
Pour diffuser avec SHOUTcast sous Windows, on installe donc le serveur et on utilise un logiciel client de lecture en continu (streaming) comme SHOUTcast DSP (greffon pour WinAmp) qui transmet les données de la musique ou de la vidéo voulue au serveur SHOUTcast.
Pour diffuser avec SHOUTcast sous Linux, on ne fait qu'exécuter le binaire sc_serv dans un terminal. Même procédé avec le client sc_trans_linux.
Pour écouter ou voir, on utilise simplement un logiciel de lecture de flux (comme Winamp ou VLC) en entrant l'adresse IP et le port du serveur. Certains périphériques multimédia sont compatibles SHOUTcast grâce aux listes de lecture .m3u et .pls.
Le 3 juin 1999, AOL rachète Nullsoft et donc SHOUTcast.
Avec la sortie de la version 1.1.0 de VLC, c'est la fin des listes SHOUTcast intégrées à VLC, Nullsoft (AOL) impose que soit intégré le spyware/adware « SHOUTcast Radio Toolbar », ce qui n'est pas en accord avec les idées véhiculées par les défenseurs de l'open source. Pour les playlists, SHOUTcast a désormais un équivalent open source : Icecast Directory.